# SLC Punk!
SLC Punk! é um filme estadunidense de 1998, dos gêneros comédia dramática, escrito e dirigido por James Merendino. A história acompanha dois jovens punks de Salt Lake City — Steven “Stevo’’ e Bob “Heroin’’ —, retratando o estilo de vida anarquista em meados da década de 1980, no estado de Utah. O longa-metragem estreou no Festival Sundance de Cinema de 1999.

## Elenco
- Matthew Lillard – Steven “Stevo’’ Levy  
  - Christopher Ogden – Stevo (jovem)
- Michael A. Goorjian – “Heroin’’ Bob  
  - Francis Capra – Bob (jovem)
- Jason Segel – Mike
- Annabeth Gish – Trish
- Jennifer Lien – Sandy
- Christopher McDonald – Sr. Levy
- Devon Sawa – Sean, o Mendigo
- Adam Pascal – Eddie
- Til Schweiger – Mark
- James Duval – John, o Mod
- Summer Phoenix – Brandy